# Station Kraków Prokocim
Station Kraków Prokocim is een spoorwegstation in de Poolse plaats Krakau.